# Lixophaga fasciata
Lixophaga fasciata är en tvåvingeart som beskrevs av Charles Howard Curran 1930. Lixophaga fasciata ingår i släktet Lixophaga och familjen parasitflugor. Inga underarter finns listade i Catalogue of Life.